# Bajan-Tała
Bajan-Tała (ros. Баян-Тала) – wieś w Rosji, w Tuwie, w kożuunie dzun-chiemczikskim. W 2010 liczyła 749 mieszkańców.